# 佩德拉·馬蒂奇
佩德拉·馬蒂奇（英語：Petra Martić，1991年1月19日—）是克羅埃西亞职业网球女运动员，2008年轉職業。她的WTA生涯最高單打排名為第28（2019年5月13日）。她曾代表国家参加联合会杯。

## 外部連結
- 佩德拉·馬蒂奇的国际女子网球协会官方資料（英文）
- 佩德拉·馬蒂奇的國際網球總會 職業／青少年 官方資料（英文）